# Parodia warasii
Parodia warasii ist eine Pflanzenart aus der Gattung Parodia in der Familie der Kakteengewächse (Cactaceae). Das Artepitheton warasii ehrt den brasilianischen Pflanzensammler Eddie Waras aus Sao Paulo.

## Beschreibung
Parodia warasii wächst basal verzweigend und bildet dabei größere Gruppen aus. Die dunkel grasgrünen Triebe sind zylindrisch geformt. Sie sind bis zu 80 Zentimeter hoch mit einem Durchmesser bis zu 20 Zentimeter. Der Scheitel ist häufig zum Licht gewandt schief. Die leicht gehöckerten 15 bis 16 Rippen sind im Querschnitt beinahe dreieckig. Die Areolen sind weiß. Die 15 bis 20 Dornen sind kaum in Mittel- und Randdornen zu unterscheiden. Sie sind nadelig, gelblich braun bis braun und sehr biegsam wie weich und werden 1 bis 4 Zentimeter lang.
Die Blüten erscheinen in Scheitelnähe. Sie sind gelb und 5 bis 6 Zentimeter im Durchmesser groß. Das Perikarpell ist mit weißer Wolle und mit Borsten besetzt. Die Narbe ist hellgelb. Die Früchte sind tönnchenförmig und etwa 1,5 Zentimeter lang bei einem 1 Zentimeter großen Durchmesser. Sie öffnen sich basal durch einen Querriss und enthalten beutelförmige, schwarze Samen.

## Verbreitung, Systematik und Gefährdung
Parodia warasii ist im brasilianischen Bundesstaat Rio Grande do Sul verbreitet.
Die Erstbeschreibung erfolgte 1973 als Eriocactus warasii durch Friedrich Ritter. Fred H. Brandt stellte die Art 1982 in die Gattung Parodia. Weitere nomenklatorische Synonyme sind Notocactus warasii (F.Ritter) T.Hewitt & Donald (1975), Notocactus magnificus var. warasii (F.Ritter) N.Gerloff & Neduchal (2004) und Eriocephala warasii (F.Ritter) Guiggi (2012).
In der Roten Liste gefährdeter Arten der IUCN wird die Art als „Endangered (EN)“, d. h. als stark gefährdet geführt.

## Nachweise